# Långstjärtad manakin
Långstjärtad manakin (Chiroxiphia linearis) är en fågel i familjen manakiner inom ordningen tättingar.

## Utseende
Långstjärtad manakin är en praktfull knubbig liten fågel. Hanen är omisskännlig med sina mycket förlängda centrala stjärtpennor. Fjäderdräkten är svart med himmelsblått på ryggen, lysande orangegula ben och en röd kalott. Honan är grönaktig med rätt lång stjärt och likaså orangefärgade ben.

## Utbredning och systematik
Långstjärtad manakin delas in i två underarter med följande utbredning:
- C. l. linearis – låglandet mot Stilla havet i södra Mexiko (Oaxaca) och Guatemala
- C. l. fastuosa – El Salvador till västra Nicaragua och nordvästra Costa Rica

## Levnadssätt
Långstjärtad manakin hittas i tropiska skogar i låglänta områden och förberg, i både torra och fuktigare skogar. Under spelet hörs ljudliga visslingar mellan duellerande hanar. Resten av året hittas den enstaka eller i par, sittande tystlåtet eller födosökande vid fruktbärande träd och buskar.

## Status
Arten har ett stort utbredningsområde och beståndet anses vara stabilt. Internationella naturvårdsunionen IUCN listar den därför som livskraftig (LC).